# David Artell
David John Artell (* 22. November 1980 in Rotherham) ist ein ehemaliger englisch-gibraltarischer Fußballspieler.

## Karriere

### Vereine als aktiver Spieler
1998 wechselte Artell von der U-18 in die 1. Mannschaft von Rotherham United. Dort spielte er von 1998 bis 2003. In der Spielzeit 2002/03 wurde er an Shrewsbury Town verliehen. Im Sommer 2013 wechselte er zu Mansfield Town. Hier spielte er bis 2005 und verließ den Verein dann in Richtung Chester City. Nachdem er den Verein im Jahr 2007 verlassen hatte, spielte er beim FC Morecambe (2007–2010) und bei Crewe Alexandra (2010–2012). Im August 2012 wechselte er zu Northampton Town. Allerdings wurde er von Februar bis Mai 2013 an den FC Wrexham ausgeliehen. Seine Rückkehr nach Ablauf der Leihe war nur von kurzer Zeit. Denn im September 2013 wechselte er fest nach Wrexham.
Nach nur einer Spielzeit verließ er Wrexham und wechselte nach Wales. Im Sommer 2014 unterzeichnete er einen Vertrag bei Bala Town, die in der höchsten Spielklasse der League of Wales spielen. Hier kam er auch zu seinem ersten Einsatz bei einem Vereinswettbewerb der UEFA. Bei der 1:3-Niederlage gegen den FC Differdingen 03 aus Luxemburg spielte er über 90 Minuten in der 1. Qualifikationsrunde der UEFA Europa League.
Am 12. Februar 2016 wechselte er innerhalb der League of Wales zu Port Talbot Town. Bereits im Sommer 2016 trennten sich die Wege. Er wechselte am 1. Juli 2016 nach England zu Kidsgrove Athletic. Am 25. November 2016 wechselte Artell ein letztes Mal. Es ging zum FC Droylsden, wo er auch am 6. Januar 2017 seine aktive Spielerkarriere beendete.

### Trainerkarriere
Am 8. Januar 2017 übernahm Artell in der EFL League Two den Trainerposten bei Crewe Alexandra. 2020 führte er den Klub zum Aufstieg in die EFL League One, zwei Jahre später stand der Klub vier Spieltage vor Saisonende als Absteiger in die League Two fest und Artell wurde daraufhin Mitte April 2022 entlassen. Aus den vorangegangenen 16 Ligaspielen war nur bei einem 2:1-Sieg über Cheltenham Town ein Punktgewinn gelungen. Ende November 2023 wurde Artell Cheftrainer beim Viertligisten Grimsby Town, der zum Zeitpunkt der Übernahme vier Punkte über den Abstiegsplätzen lag. Er unterschrieb einen Vertrag bis Sommer 2026.

## Nationalmannschaft
Sein Debüt für Gibraltar gab er am 1. März 2014. Bei der 1:4-Niederlage gegen Färöer wurde er in der 87. Spielminute für Joseph Chipolina eingewechselt. Er bestritt auch einige Partien bei der Qualifikation zur Fußball-Europameisterschaft 2016. Er stand unter anderem bei der 0:4-Niederlage gegen Deutschland am 14. November 2014 in Nürnberg über 90 Minuten auf dem Platz. Sein letztes Spiel im Nationaltrikot bestritt Artell am 25. März 2015, bei der 1:6-Niederlage gegen Schottland im Rahmen der EM-Qualifikation.